# Дженкинсон, Чарльз, 1-й граф Ливерпуль
Чарльз Дженкинсон, лорд Хауксбери, 1-й граф Ливерпуль (англ. Charles Jenkinson; 26 апреля 1727 — 17 декабря 1808) — английский государственный деятель, с 1761 года член палаты общин, в 1778—1782 годах министр по военным делам в правительстве Норта; в это время он подвергался в палате сильным нападкам за неумелое ведение дел. При Питте Младшем возведён в пэры.
В его честь названа река близ Сиднея в Австралии.